# Rat der Höchsten Religionsgelehrten
Der  Rat der Höchsten Religionsgelehrten (arabisch هيئة كبار العلماء, DMG Hayʾat Kibār al-ʿUlamāʾ) oder Rat der hohen Gelehrsamkeit usw. ist die höchste religiöse Körperschaft von Saudi-Arabien. Sein Präsident ist der Großmufti von Saudi-Arabien, Abd al-Aziz bin Abdullah Al asch-Schaich. Die Gründung erfolgte 1971. Ein Unterorgan des Rats ist das  Ständige Komitee für wissenschaftliche Untersuchungen und Fatwa-Erteilung. (al-Ladschna ad-Da'ima)